# Ritošići
Ritošići (Servisch cyrillisch Ритошићи) is een plaats in de Servische gemeente Priboj. De plaats telt 228 inwoners (2002).